# Farmacoresistència
La farmacoresistència (en anglès: drug resistance) és la reducció d'efectivitat d'un medicament (com un antimicrobià, un antihelmíntic o un antineoplàstic) per guarir una malaltia o trastorn. Quan el fàrmac no pot matar o inhibir un patogen, aleshores el terme equivalent és el de tolerància al fàrmac. De forma més comuna aquest terme es fa servir en el context de resistència que ha "adquirit" el patogen, és a dir, ha evolucionat cap a la resistència. Quan un organisme és resistent a més d'un fàrmac, es diu que és multifàrmac resistent.
Com que el fàrmac és molt específic, qualsevol mutació en les proteïnes bacterianes pot interferir o negar el seu efecte destructiu, resultant en una resistència a l'antibiòtic.
Els bacteris no només són capaços d'alterar l'enzim objectiu dels antibiòtics, sinó també usar enzims per modificar el mateix antibiòtic i neutralitzar-lo. Exemples de patògens que alteren enzims són Staphylococcus aureus, enterococci resistents a la vancomicina i Streptococcus resistent als macròlids. Exemples de microbis que modifiquen antibiòtics són Pseudomonas aeruginosa Acinetobacter baumannii resitent a aminoglicòsids.
Sense estratègies alternatives, l'adquisició de farmacoresistència és una de les majors amenaces per a la salut pública en el segle xxi.
La resistència als productes químics és només un aspecte del problema, l'altre és la resistència a factors físics com la temperatura, la pressió, el so, la radiació i el magnetisme.